# Cunderdinia variabilis
Cunderdinia variabilis is een keversoort uit de familie bladsprietkevers (Scarabaeidae). De wetenschappelijke naam van de soort is voor het eerst geldig gepubliceerd in 1916 door Lea.